# Motacilla cinerea
La lavandera cascadeña (Motacilla cinerea) es un ave del orden Passeriformes, y de la familia Motacillidae, entre la cual es la especie más esbelta, y con la característica cola más larga.

## Descripción
Es un ave de unos 19 cm de longitud, de coloración gris verdosa en el dorso, y amarilla en obispillo y partes inferiores. La cola está siempre en movimiento, y al volar muestra una barra blanca en el ala. Los machos se diferencian de las hembras en la presencia en ellos de una mancha negra en la garganta durante el periodo de reproducción.

## Distribución y hábitat
Ocupa el norte de África y gran parte de Europa, y se extiende por Asia hasta Japón, estando representada por varias subespecies. La población española peninsular nidifica en las zonas montañosas, mientras que acude de invernada a las llanuras cerealistas y campiñas, procedente del centro y norte de Europa, y pasa en la península unos seis meses, llegando de agosto a noviembre, y retornando a sus áreas de procedencia entre febrero y abril.

## Subespecies
Se reconocen las siguientes subespecies:
- M. cinerea canariensis Hartert, 1901, en las Islas Canarias, donde se conoce como alpispa.[7]
- M. cinerea cinerea, en el Norte de África y Eurasia.
- M. cinerea patriciae Vaurie, 1957, en Azores.
- M. cinerea schmitzi Tschusi, 1900, en Madeira.

## Comportamiento
Normalmente solitaria, se posa cerca del agua moviendo continuamente la cola. En el suelo se desplaza dando rápidos saltos, echando la cabeza hacia delante. Los vuelos son también rápidos, a menudo con fuertes quiebros, para los que se ayuda de la larga cola. 

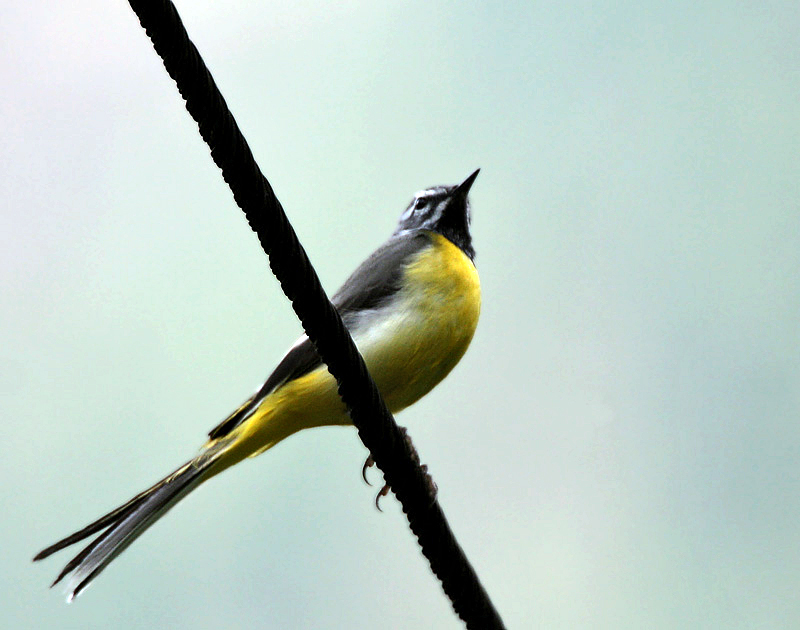
Lavandera cascadeña

Construye sus nidos en rocas cercanas a ríos y arroyos, ya que está muy ligada al agua, donde obtiene la mayoría de los dípteros de los que se alimenta. En invierno, con el aumento de la población por los individuos migradores, puede anidar incluso en ciudades. Realiza dos puestas anuales, de 4 a 6 huevos, incubados sobre todo por la hembra. El macho se ocupa de la alimentación de los pollos.

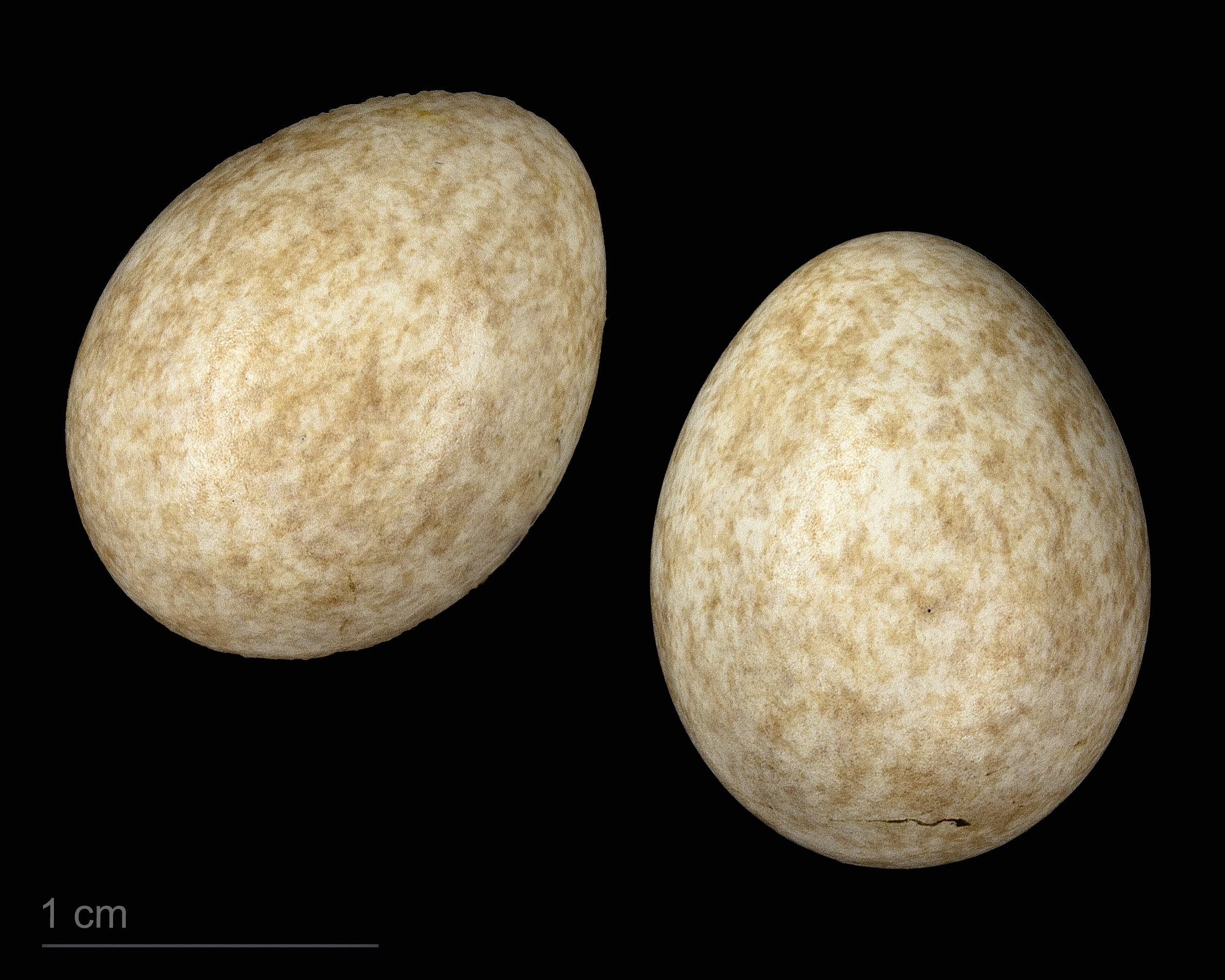
Motacilla cinerea canariensis - MHNT

En cuanto a sus patrones sociales, las parejas se muestran territoriales en la época reproductora. En invierno forman grupos pequeños, pudiendo llegar a constituir dormideros en algunas localidades.